# Фотокамера (роман)
«Фотокамера. Истории из тёмной комнаты» (нем. Die Box: Dunkelkammergeschichten) — автобиографический роман Гюнтера Грасса, впервые опубликованный в 2008 году в издательстве «Steidl».

## Сюжет и композиция
Незадолго до восьмидесятилетнего юбилея писателя дети Гюнтера Грасса по просьбе отца собираются вместе и вспоминают былые времена. Почти все воспоминания о детстве связаны у них с фотографиями Старой Марии, давней подруги Грасса, которая чудесным образом при помощи «волшебного ящичка» на своих снимках умудряется запечатлеть как прошлое, так и будущее.
Роман состоит из девяти глав, каждая из которых начинается с описания места, где состоится очередное собрание, а затем переходит в диалог между детьми писателя, пытающихся воссоздать картины прошлого.

## Главы романа
- Уцелевшие
- Без вспышки
- Чудесным образом
- Морока
- Загадай желание
- Оглядываясь назад
- Моментальные снимки
- Тёмные делишки
- Из поднебесья

## Особенности романа
Роман «Фотокамера» стал своеобразным продолжением другого автобиографического произведения Грасса — романа «Луковица памяти». На этот раз центральным персонажем становится Старая Мария — фотограф и друг семьи писателя. Её прототипом послужила Мария Рама, с которой Гюнтер Грасс на протяжении многих лет поддерживал тесные приятельские отношения.
Несмотря на всю автобиографичность, роман содержит некоторые неточности. Так, муж Марии Ганс Рама умер несколько позже, чем это указано в произведении. А имена детей не соответствуют реальным именам детей Грасса.